# Station Berlin-Lichterfelde West
Lichterfelde West is een S-Bahnstation in het Berlijnse stadsdeel Lichterfelde. Station Lichterfelde West ligt aan de Wannseebahn en werd geopend op 15 december 1872; de S-Bahn stopt er sinds 1933.

## Geschiedenis
In 1838 kwam de Stammbahn, de eerste spoorlijn van Pruisen, gereed tussen Potsdam en het Berlijnse Potsdamer Bahnhof. Tussenstations waren er op dat moment alleen in Steglitz en Zehlendorf. Vanaf 1860 ontstond op initiatief van de Hamburgse ondernemer Johann Anton Wilhelm von Carstenn de villawijk Lichterfelde-West. Von Carstenn wilde het gebied door een aansluiting op de spoorwegen aantrekkelijker maken en financierde de bouw van een nieuw station aan de Stammbahn. Op 15 december 1872 kwam het station in gebruik. Het bestond uit twee zijperrons en een representatief toegangsgebouw in de stijl van een Toscaanse villa, dat het gegoede karakter van Lichterfelde moest onderstrepen. Het station is inmiddels opgenomen op de Berlijnse monumentenlijst.
Aanvankelijk droeg het station de naam Lichterfelde (Potsdamer Bahn), waarbij de toevoeging Potsdamer Bahn ter onderscheiding diende van het vier jaar eerder geopende station Lichterfelde aan de Anhalter Bahn (tegenwoordig Lichterfelde Ost geheten). Na de vorming van de gemeente Groß-Lichterfelde in 1882 hernoemde men het station in 1884 tot Groß-Lichterfelde (Potsdamer Bahn). Twee jaar later volgde opnieuw een naamswijziging en ging het Groß-Lichterfelde B.M. heten, waarbij B.M. stond voor Berlin-Magdeburg, de twee eindpunten van de spoorlijn.

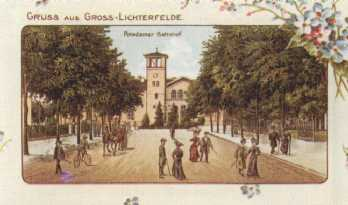
Historische ansichtkaart van het station, rond 1880

Aan het eind van de jaren 1880 legde men parallel aan de dubbelsporige hoofdlijn een extra paar voor voorstadstreinen gereserveerde sporen aan. Deze Wannseebahn, genoemd naar zijn bestemming, de villawijk Wannsee, was de eerste aparte voorstadslijn van Duitsland en werd ingewijd op 1 oktober 1891. In het kader van deze uitbreiding had men de voorheen op maaiveld verlopende spoorlijn omhooggebracht en waren alle gelijkvloerse kruisingen vervangen. Ook het station van Lichterfelde moest hiervoor omgebouwd worden. Er ontstond een nieuw, hooggelegen eilandperron dat via een tunnel met de bestaande, ten zuiden van de sporen gelegen stationshal verbonden werd. Langs de sporen van de hoofdlijn werd een goederenstation ingericht.
In 1899 volgde een derde hernoeming, ditmaal tot Groß-Lichterfelde West; de drie stations in Lichterfelde (Ost, Süd en West) werden nu alle door een windrichting van elkaar onderscheiden. Na de annexatie van Groß-Lichterfelde door Groot-Berlijn in 1920 zou in 1925 de toevoeging Groß vervallen, waardoor het station zijn huidige naam kreeg.
Tussen 1900 en 1902 vond op de Wannseebahn het eerste proefbedrijf in Berlijn met elektrische tractie (750 V gelijkstroom) plaats en stopten er voor het eerst elektrische treinen in station Lichterfelde West, maar de reguliere dienst zou nog drie decennia door stoomtreinen uitgevoerd worden. De grootschalige elektrificatie (800 V gelijkstroom via een derde rail) van voorstadslijnen in en om Berlijn, die begon in de jaren 1920 en uiteindelijk tot de vorming van het S-Bahnnet zou leiden, bereikte de Wannseebahn op 15 mei 1933. Lichterfelde West was voortaan een S-Bahnstation.

### Oorlog en gevolgen

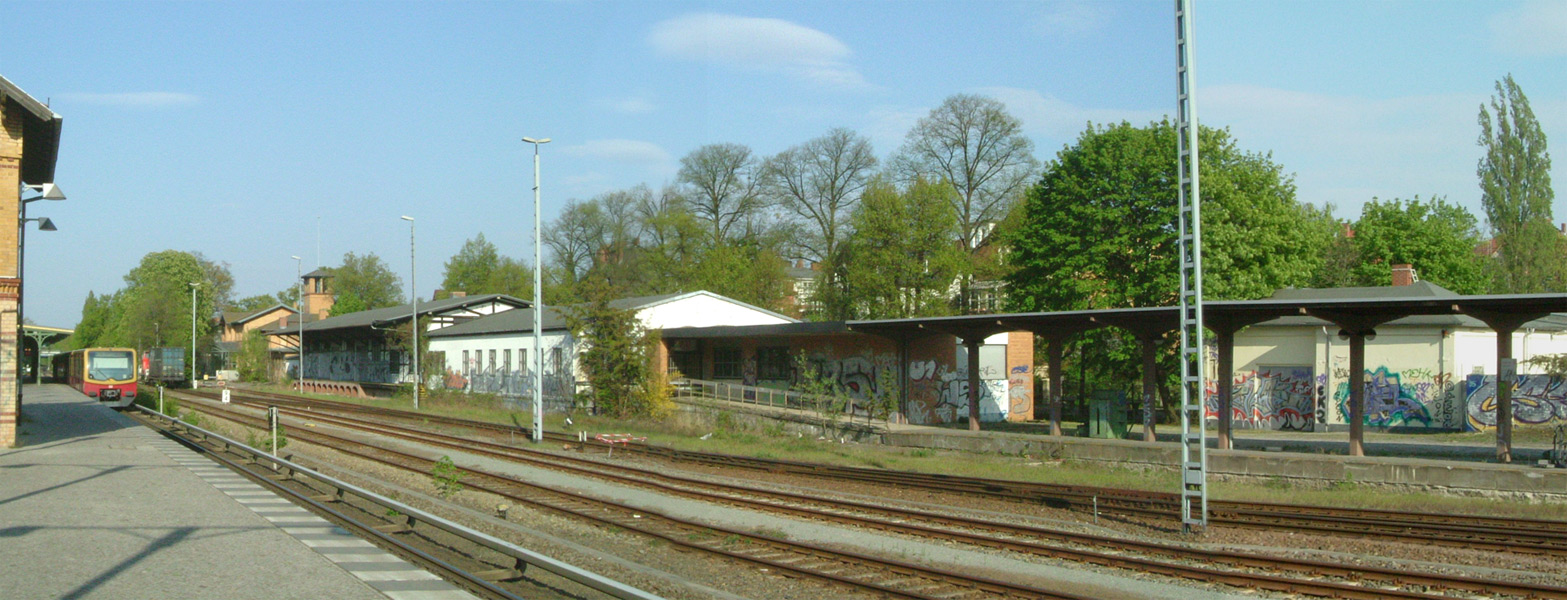
Het voormalige militaire station in 2007; links is het perron van de S-Bahn te zien.

Tijdens de Tweede Wereldoorlog werd het station op 30 april 1944 getroffen door een bom. Het zuidwestelijke deel van het emplacement werd zwaar beschadigd, waardoor er geen doorgaand treinverkeer op de Wannseebahn meer mogelijk was. Station Lichterfelde West werd tijdelijk gesloten en zou pas heropenen na de oorlog, op 6 juni 1945.
Station Lichterfelde West lag inmiddels in de Amerikaanse sector en was deel van West-Berlijn. In december 1946 nam het Amerikaanse leger zijn intrek in het voormalige goederenstation van Lichterfelde West. Hiervandaan vertrokken militaire transporten naar de grensovergang Helmstedt-Marienborn aan de Duits-Duitse grens. Met het vertrek van de Amerikaanse bezettingsmacht in 1993 zou ook de militaire functie van het station vervallen.
Ondanks het feit dat Berlijn na de oorlog een gedeelde stad was geworden, werd de S-Bahn zowel in het oosten als in het westen van de stad geëxploiteerd door de Oost-Duitse spoorwegen (Deutsche Reichsbahn). Na de bouw van de Muur in 1961 werd de S-Bahn daarom massaal geboycot in West-Berlijn. Het dalende aantal reizigers leidde tot bezuiniging op het onderhoud van stations en sporen, en ook de dienstregeling werd steeds verder uitgedund. Na een staking van het West-Berlijnse S-Bahnpersoneel in september 1980 zou een groot aantal trajecten, waaronder de Wannseebahn, zelfs helemaal niet meer bediend worden. Station Lichterfelde West sloot zijn deuren voor reizigers.
Nadat het stadsvervoerbedrijf BVG in 1984 het westelijke deel van de Berlijnse S-Bahn had overgenomen werd een aantal jarenlang verwaarloosde lijnen opgeknapt en geleidelijk weer in bedrijf genomen. 
Op 9 januari 1984 werden de S-Bahn diensten overgenomen door BVG. Deze exploiteerde aanvankelijk een 21 kilometer lang afgeknot netwerk, maar nam geleidelijk een aantal lijnen in gebruik die in 1980 waren gesloten, waaronder de Wannseebahn op 1 februari 1985. Meteen na de overname werd begonnen met een uitgebreide opknapbeurt van de lijn. Sommige delen die decennialang waren verwaarloosd, werden hersteld, zoals het stationsgebouw dat in 1965 bij een brand was beschadigd. De linker zijvleugel kon echter niet worden gered. Op 1 februari 1985 kwam de Wannseebahn, die het lijnnumer S1 had gekregen, weer in dienst en stopten er voor het eerst in vier en een half jaar weer S-Bahntreinen in station Lichterfelde West. Het station, dat bij een brand in 1965 deels beschadigd was, had voordien een grondige opknapbeurt gekregen.
De houten sculptuur Flora von Lichterfelde van de Berlijnse beeldhouwer Wolf van Roy staat sinds 1986 in het midden van de stationshal. Een burgerinitiatief rond Nils Seethaler voert sinds 2022 campagne voor de restauratie en herinstallatie van het beeld, dat inmiddels is verplaatst.

## Verbinding
Het S-Bahn station wordt bediend door de S1 lijn van de Berlijnse S-Bahn. Er zijn verbindingen met de Omnibuslijnen 101, 188, M11, M48 en N88 van de BVG.